# Brisingaster robillardi
Brisingaster robillardi är en sjöstjärneart som beskrevs av de Loriol 1883. Brisingaster robillardi ingår i släktet Brisingaster och familjen Brisingidae. Inga underarter finns listade i Catalogue of Life.